# Больной человек Европы
«Больной человек Европы» (англ. sick man of Europe) — публицистический штамп, который используется (преимущественно в англоязычной традиции) для обозначения европейского государства, испытывающего продолжительный экономический или социальный кризис.
Термин вошёл в употребление в середине XIX века применительно к Османской империи. Принято считать, что именно так во время обсуждения накануне Крымской войны «восточного вопроса» с британским послом Сеймуром назвал слабеющую державу российский император Николай I.[c.196. 338, 339, 340 12. Зайончковский А. М. Восточная Война 1853-1856. Т.1. СПб.: ООО «Издательство «Полигон», 2002. 928]